# Placa de anclaje

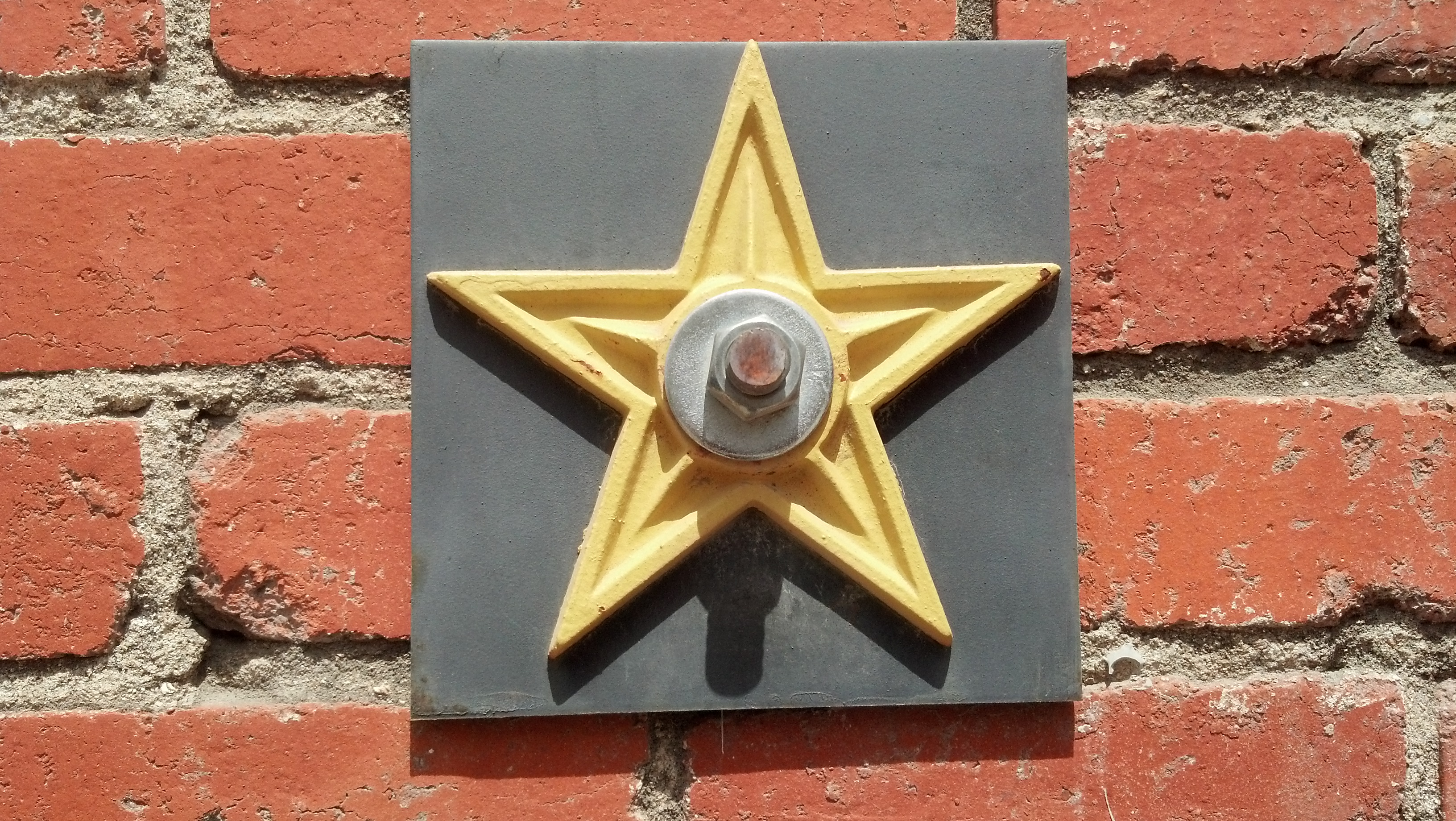
Placa de anclaje en un edificio de Petaluma, California.

Una placa de anclaje, placa de piso o arandela de pared es una placa o arandela grande conectada a una barra de acoplamiento o perno. Las placas de anclaje se utilizan en las paredes exteriores de los edificios de mampostería, como refuerzo estructural. Al ser visibles, muchas placas de anclaje están hechas con un estilo decorativo.
Un estilo popular es el ancla de estrella, una placa de anclaje fundida o labrada en forma de estrella de cinco puntas. Otros nombres y estilos de placa de anclaje incluyen arandela de terremoto, arandela triangular, S-iron y T-head. En el Reino Unido, placa de patrón es el término para las restricciones circulares, barra de unión es un término alternativo para las restricciones rectangulares.
Las placas de anclaje están hechas de hierro fundido, a veces hierro forjado o acero, y a menudo se usan en ladrillos u otros edificios de mampostería. Se encuentran comúnmente en muchas ciudades, pueblos y aldeas antiguas de Europa y en ciudades más recientes con importantes legados de construcción de ladrillos de los siglos XVIII y XIX, como Nueva York, Filadelfia, St. Louis, Cincinnati y Charleston. El conjunto de tirantes y placa refuerza la pared de mampostería contra el arqueamiento lateral.

## Definición
Según el Diccionario Oxford de Construcción, Topografía e Ingeniería Civil, una placa de anclaje "es una placa unida a un componente que permite conectar otros componentes".
Aunque existen muchos tipos de anclajes o anclajes, según el Diccionario de Arquitectura y Construcción, una placa de anclaje en concreto es una "abrazadera de hierro forjado, de origen flamenco, en el lado exterior de un muro de edificio de ladrillo que se conecta al frente pared con un tirante de acero para evitar que las dos paredes se separen; estas abrazaderas a menudo tenían la forma de números que indicaban el año de construcción, o letras que representaban las iniciales del propietario, o eran simplemente diseños fantásticos".
Si bien la mayoría de los tipos de anclajes están hechos solo de acero, las placas de anclaje también pueden contener hierro fundido o maleable. El bañador de pared exterior suele estar hecho de una estrella de hierro fundido o una placa de acero plana.

## Usos
En la tecnología romana, se usaban tirantes de madera (o tirantes) entre los arcos para anular las fuerzas horizontales exteriores entre ellos.
En la era moderna, los tirantes son de hierro o acero y sirven para reforzar bóvedas, arcos y en general estructuras de mampostería. Los muros de mampostería reforzada se refuerzan a través de un tirante que se conecta entre los muros paralelos a nivel del piso, lo que crea un estado de compresión horizontal, aumentando así la resistencia al corte del muro. Si bien la bibliografía actual es muy escasa, se han realizado algunos estudios sobre el análisis de placas de anclaje y tirantes, por ejemplo, un estudio sobre paneles de hormigón que, aunque son un revestimiento delgado, también pueden necesitar placas de anclaje para ayudar a estabilizar la pared.
La presión que proporciona una placa de anclaje es constantemente rígida. Un estudio encontró que, a medida que los anchos superan los 100 milímetros (3,9 plg), la ventaja de tener una placa más ancha disminuyó, lo que indica un umbral de ancho para un soporte óptimo.

## Galería

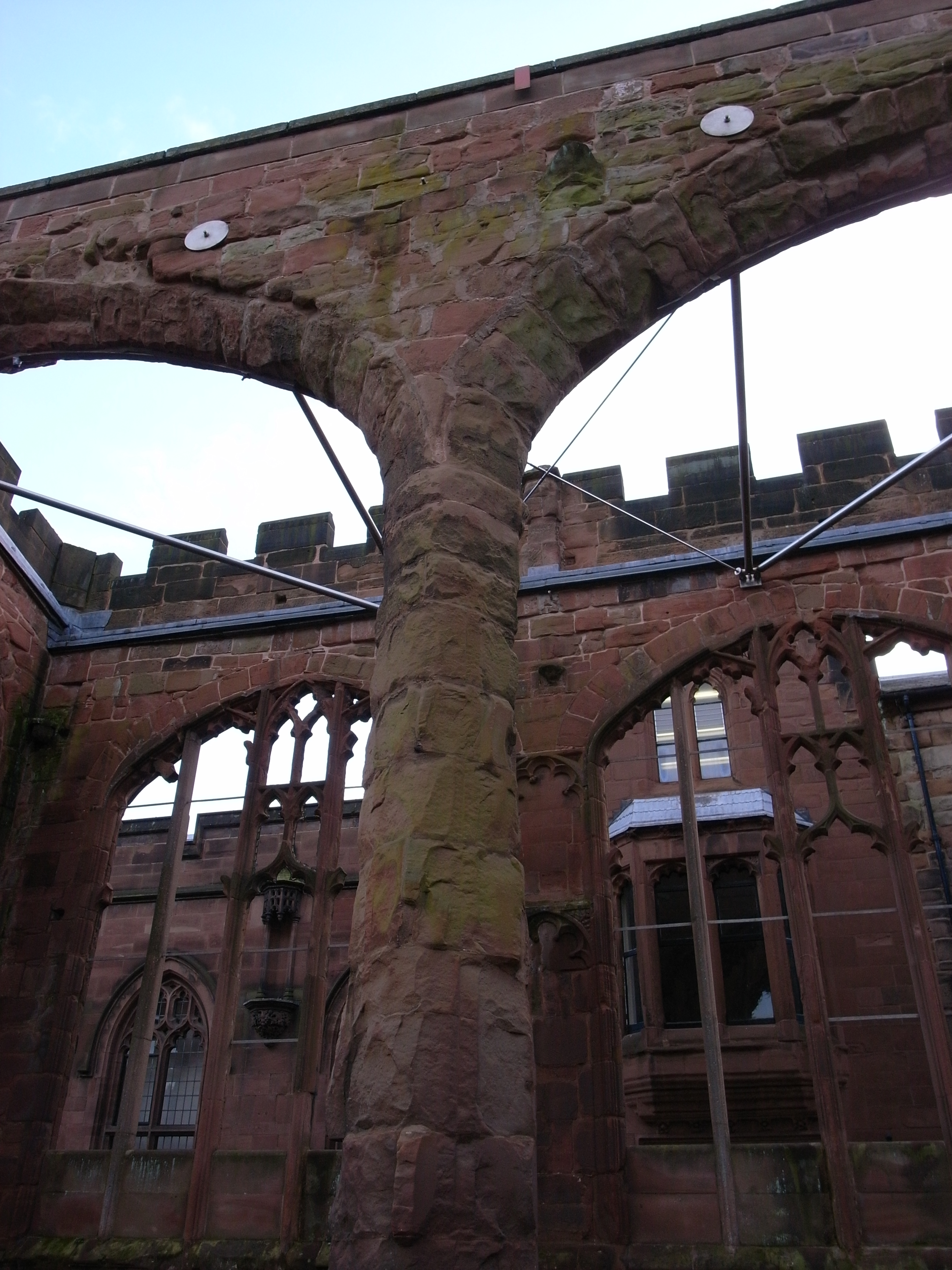
Tirantes y placas de anclaje en las ruinas de la Catedral de Coventry, Reino Unido
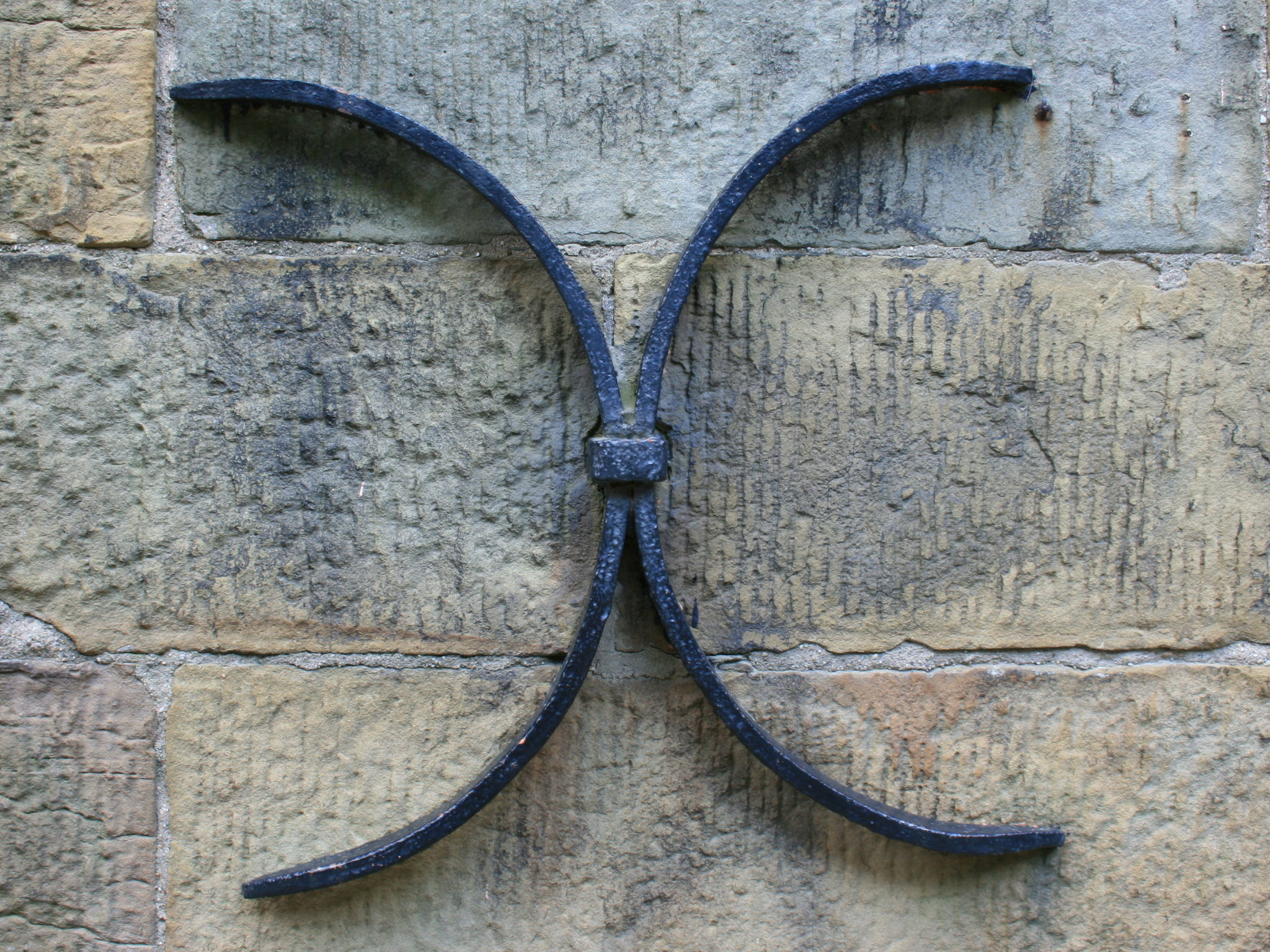
Placa de anclaje en una iglesia en Renania del Norte-Westfalia, Alemania
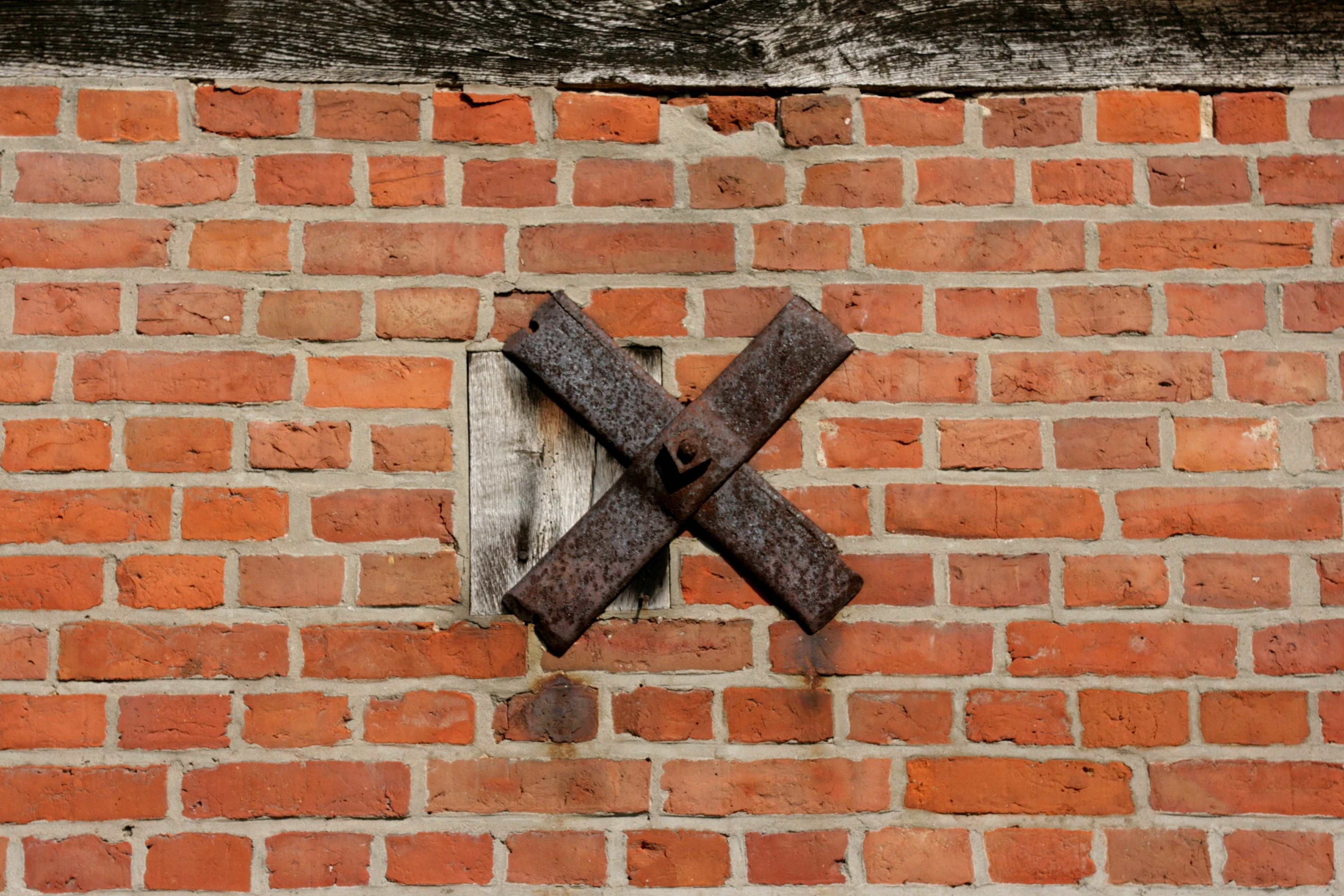
Anclaje de pared en forma de X en Baja Sajonia, Alemania
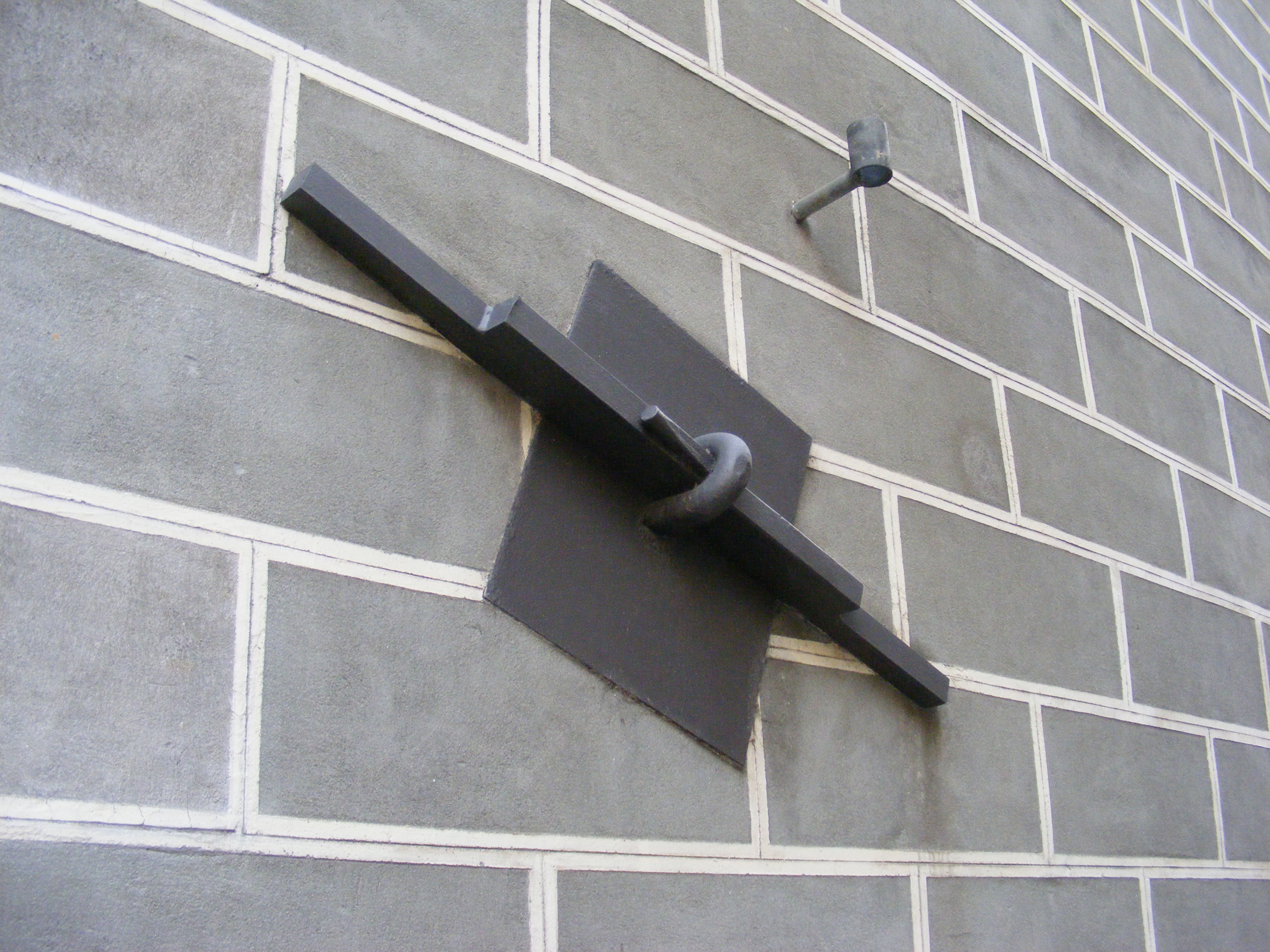
Anclaje de pared estilo bar en Florencia, Italia
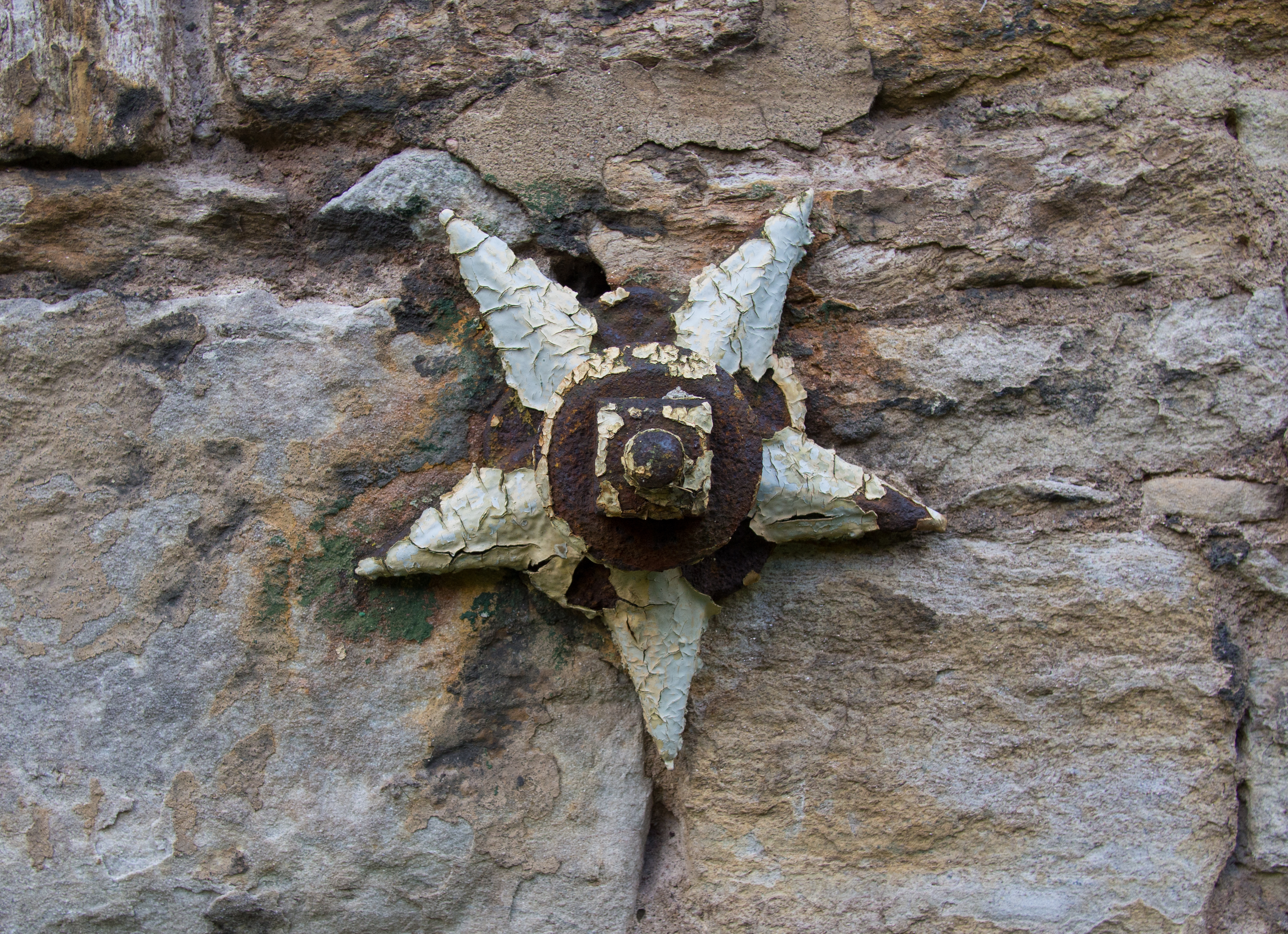
Una placa de anclaje en forma de estrella en Nueva York, Estados Unidos
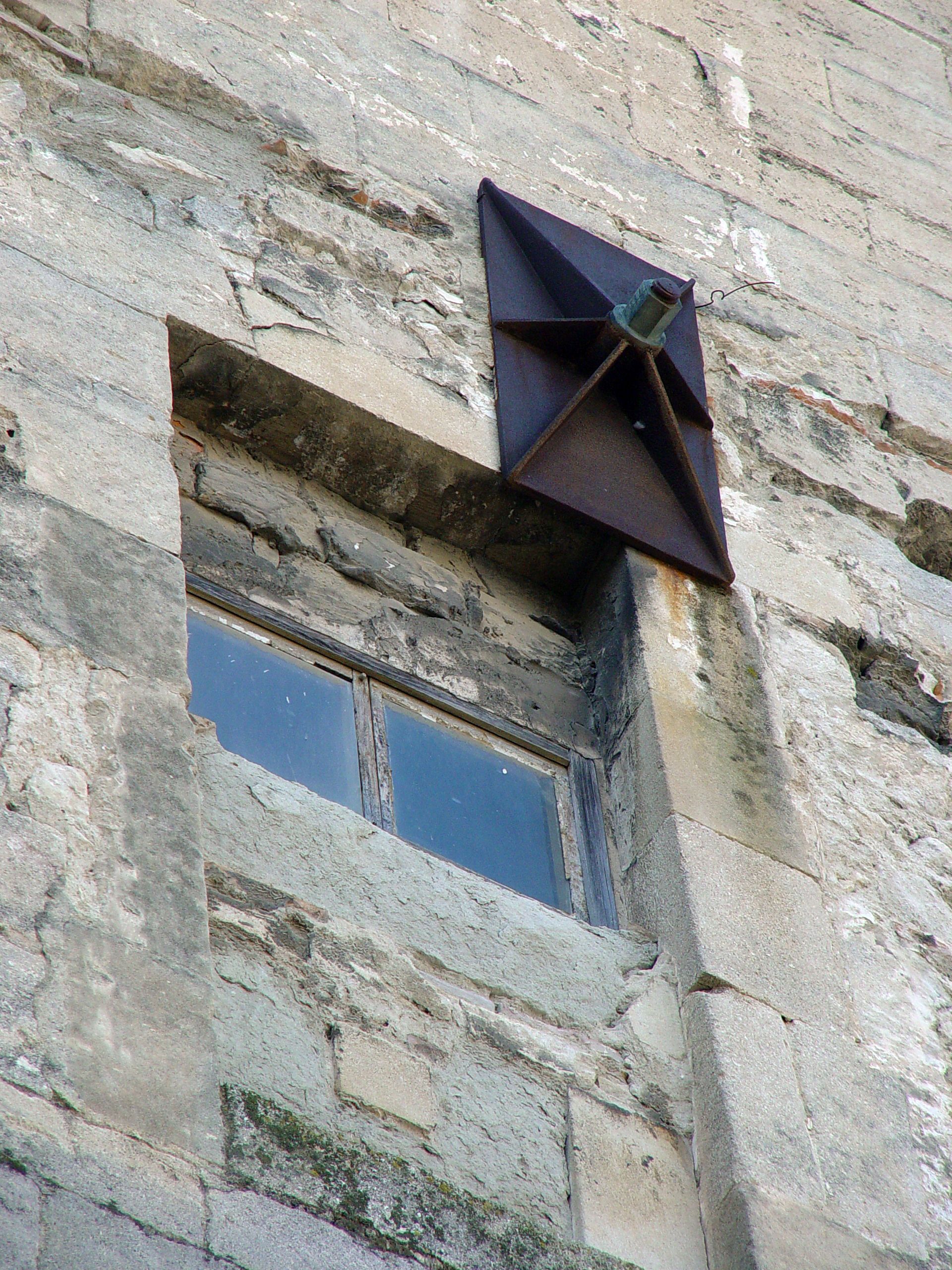
Una placa de anclaje en el claustro de la Iglesia de San Trófimo, Francia